# Villa Doria (Albano Laziale)
Villa Doria-Pamphilj, o semplicemente villa Doria, è un parco pubblico, anticamente villa nobiliare suburbana, della cittadina di Albano Laziale, nella città metropolitana di Roma.

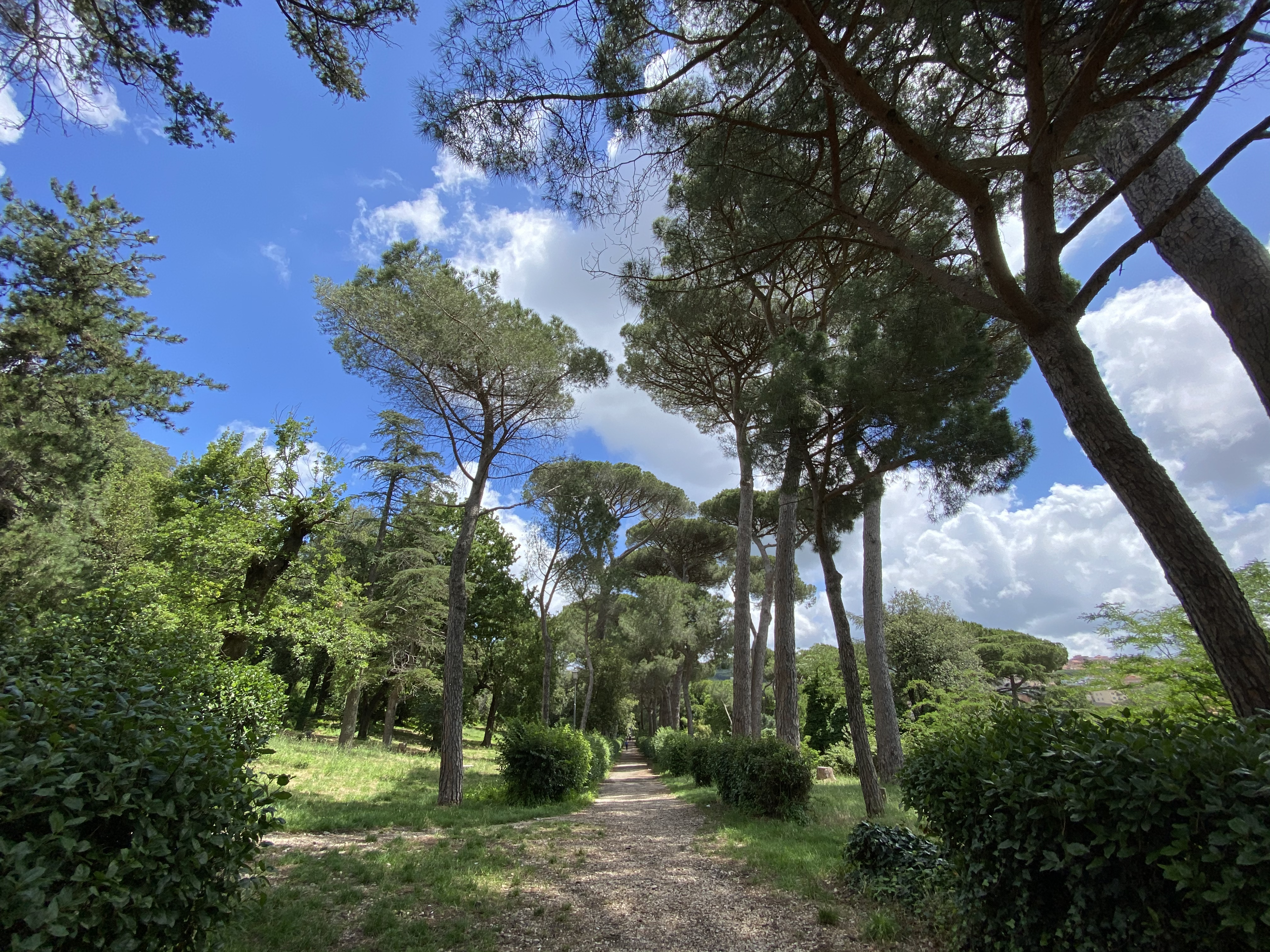
Panorama del viale inferiore (agosto 2020).

## Storia

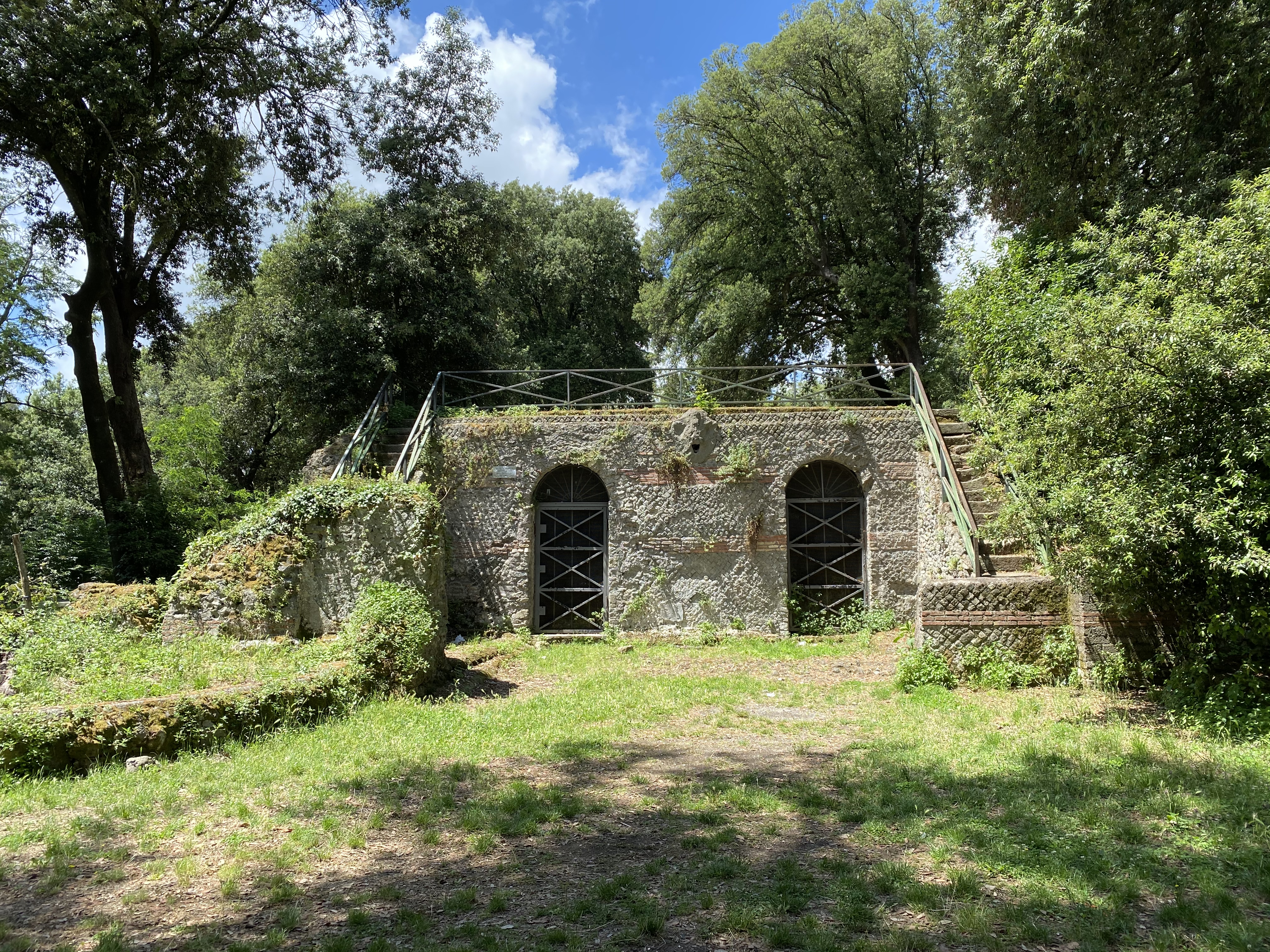
Uno scorcio del parco (giugno 2020).

### Dal Settecento ad oggi
Edificata dal cardinale Fabrizio Paolucci nel XVIII secolo, fu acquistata in seguito dalla famiglia Doria, che fece edificare la palazzina su via Appia e curò la sistemazione del vasto parco. Dentro villa Doria si accampò un distaccamento della divisione di Fanteria "Piacenza", dispersa poi dai tedeschi il 9 settembre 1943. La palazzina della villa, colpita dai bombardamenti alleati del 1º febbraio 1944, venne rasa al suolo nel 1951 dal comune di Albano, ed oggi nel sito della palazzina si apre la vasta piazza Mazzini. La villa diventò parco pubblico, uno dei più vasti dei Colli Albani. Al centro dell'area verde affiorano i resti di strutture romane, convenzionalmente attribuite ad una villa romana di proprietà di Gneo Pompeo Magno.

## La villa di Pompeo

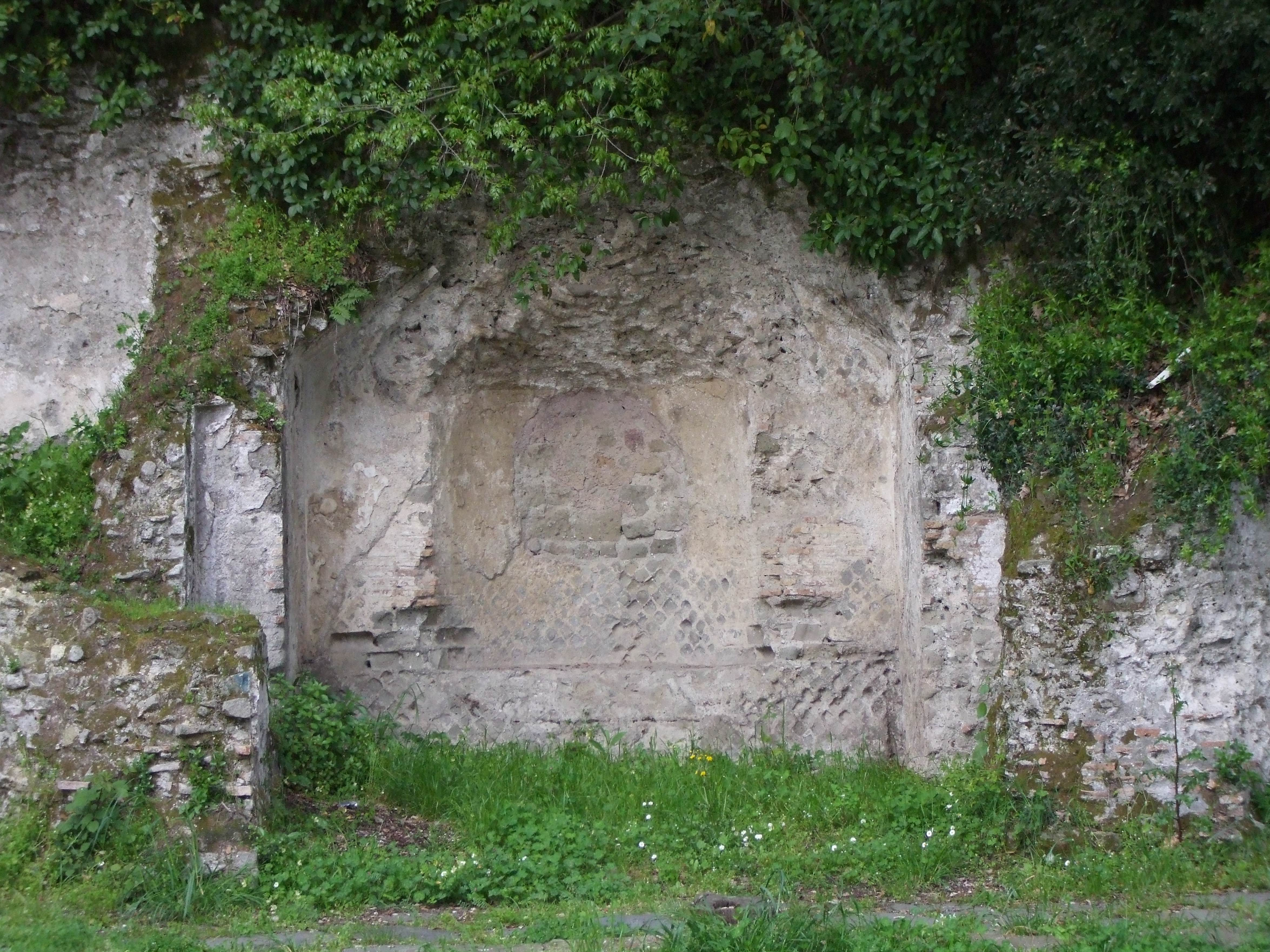
Ruderi della villa di Pompeo.